# Fornby
Fornby is een plaats in de gemeente Avesta in het landschap Dalarna en de provincie Dalarnas län in Zweden. De plaats heeft 53 inwoners (2005) en een oppervlakte van 19 hectare.